# شاهراه (اغوز)
شاهراه (به لاتین: Shakhra) یک منطقه مسکونی در جمهوری آذربایجان است که در شهرستان اغوز واقع شده‌است.